# Euscelophilus niger
Euscelophilus niger là một loài bọ cánh cứng trong họ Attelabidae. Loài này được Liang miêu tả khoa học năm 1994.